# Hermanus Hoogland
Hermanus Hoogland, född 2 november 1887 i Amsterdam, död 28 april 1965 i Stockholm, var en nederländsk-svensk skeppsredare.
Hermanus Hoogland var son till veterinären Court Hendrik Hoogland. Efter studentexamen i Amsterdam 1905 flyttade Hoogland efter kontorspraktik vid Nederlandsche Zuidafrikaansche Spoorweg Maatschappij i Amsterdam till Sverige. 1907–1911 var han anställd hos skeppsmäklarfirman Lindegren & Waern som sedan blev AB Lindgren & Rae, först i Stockholm och därefter vid firmans helsingborgsfilial. 1911–1934 var han anställd vid skeppsmäklarfirman Blidberg, Metcalfe & co. i Göteborg. Han var först prokurist och från 1920 delägare i firman. Där kom Hoogland främst att syssla med tankbåtsfrakt och transocean sjöfart. 1913 blev han svensk medborgare. 1934 blev Hoogland direktör i Trafik AB Grängesberg-Oxelösund och chef för dess rederirörelse med främsta uppgift att disponera tonnaget i samband med bolagets malmtransporter och ha överinseende över nybyggnation och modernisering av flottan. Vid andra världskrigets utbrott utnämndes Hoogland till sektionschef i Statens sjöfartsnämnd, vilken 1940 uppgick i Statens trafikkommission, varvid Hoogland blev sektionschef för utrikes sjöfart, men uppgift att handlägga ärenden om licenser för fraktfart och export av fartygsförnödenheter samt utförsel av svensk tonnage till utlandet. Hoogland var även medlem i Fartygsuttagningskommissionen från 1935 och i Statens isbrytarnämnd från 1942.